# Qiu Xiaolong
Qiu Xiaolong, född 1953 i Shanghai, är en engelskspråkig kinesisk författare, översättare och poet.
Qiu erhöll stipendium för att studera utomlands och 1988 flyttade han till USA. Han studerade vid Washington University, St Louis i Missouri, och efter massakern på Himmelska Fridens Torg beslöt han sig för att stanna i USA. Han undervisar nu i litteratur vid Washington University.
Sitt internationella genomslag fick Qiu med serien om den poesiskrivande poliskommissarien Chen Cao. Dessa kriminalromaner ger en levande bild av dagens Kina där marknadskrafterna får allt större spelrum samtidigt som korruptionen frodas i det styrande kommunistpartiets högre skikt. Som förebild har Xiaolong nämnt Maj Sjöwall och Per Wahlöö för deras historier om Martin Beck. Förutom serien om polisen Chen i Shanghai har han gett ut "Treasury of Chinese Love Poems: In Chinese and English", hans egna översättningar av kinesiska dikter.

## Böcker översatta till svenska
- En röd hjältinnas död, (Death of a red heroine), översättning: Jan Verner-Carlsson, Ordfront, 2003 ISBN 91-7324-869-X
- När rött blir svart, (When red is black), översättning: Jan Verner-Carlsson, Ordfront, 2006 ISBN 91-7037-100-8
- De röda råttorna, (A case of two cities), översättning: Anna Gustafsson Chen, Ordfront, 2008 ISBN 9789170372902

Översatt till engelska finns även: A Loyal Character Dancer, Random House Inc, 2003, ISBN 978-1-56947-341-2